# Оборонна розвідка (Велика Британія)
Оборонна розвідка (англ. Defence Intelligence, DI) — одна зі спецслужб Великої Британії, на відміну від інших британських спецслужб (MI-5, МІ-6 і Центру урядового зв'язку), є не самостійною організацією, а підрозділом Міністерства оборони і фінансується в рамках бюджету міністерства. Чисельність персоналу становить приблизно 4500 осіб, з яких близько 700 працюють у штаб-квартирі міністерства оборони в Уайтхолі, а решта — в підрозділах Збройних Сил. У цій організації працює як військовий, так і цивільний персонал, чисельність військових становить приблизно 60 %. Матеріали Оборонної розвідки використовуються в роботі Об'єднаного розвідувального комітету та надання допомоги іншим заінтересованим державним відомствам Великої Британії та її партнерами (НАТО, Європейський Союз і т. д.).

## Історія
Після створення в 1964 р. Міністерство оборони Великої Британії в його рамках була створена централізована військова розвідка, яка включила в себе Управління морської розвідки та інші раніше існуючі розвідувальні підрозділи. До початку 2010 р. носила назву «Штаб оборонної розвідки» (англ. Defence Intelligence Staff, DIS), з початку 2010 р. носить вже нинішню назву.

## Структура
Оборонну розвідку очолює начальник Оборонної розвідки (англ. Chief of Defence Intelligence, CDI), цю посаду має обіймати військовослужбовець (не менше ніж «тризірковий» генерал або адмірал), «чільний учасник процесу розвідки міністерства оборони», який несе відповідальність за загальну координацію розвідувальної діяльності всіх видів збройних сил і входить за посадою до «Об'єднаного розвідувального комітету». «CDI» має двох заступників — * одного цивільного та
- одного військового.

Цивільний заступник начальника Оборонної розвідки (DCDI) відповідає за аналіз розвідданих та підготовку оглядів, військовий заступник (англ. Assistant Chief of the Defence Staff - Intelligence Capabilities, ACDS (IC)) відповідає за збір даних, картографування та навчання персоналу розвідки.
Заступник начальника Оборонної розвідки (DCDI) керує підрозділами, відповідальними за аналітичну роботу та підготовку оглядів:

- управління стратегічних оцінок,
- управління оцінки систем озброєнь і технологій,
- оперативне управління,
- управління підтримки та забезпечення.

На даний час заступник начальника Оборонної розвідки — Нік Гар. Другий заступник начальника Оборонної розвідки — (англ. ACDS (IC)) відповідає за проведення спеціалізованих видів розвідки, картографічне забезпечення, а також підготовку кадрів у сфері розвідки і безпеки для Збройних Сил Британії. На даний час цю посаду обіймає генерал-майор Джері Томас. У його компетенцію входить також кураторство двох основних територіальних підрозділів Оборонної розвідки — «Групи збору даних» та «Центру воєнної розвідки й безпеки».
Штаб-квартира Групи збору даних знаходиться в Фелтхемі графства «Мідлсекс», у 3 км від летовища «Хітроу» і є найважливішою ланкою інфраструктури Оборонної розвідки. В його функції входить ведення радіоелектронної розвідки, геоінформаційного забезпечення ЗС Великої Британії, видова розвідка, прийом інформації з розвідувальних супутників. І включає в себе:

- військово-географічний центр (англ. DGC),
- об'єднаний центр повітряної розвідки (англ. JARIC),
- об'єднаний центр аерокосмічної і геопросторової розвідки (англ. JAGO),
- об'єднаний центр радіоелектронної розвідки (англ. JSSO),
- управління агентурної розвідки (англ. DHO).

Зокрема, управління агентурної розвідки управляє стратегічною агентурною розвідкою і складається з 350 співробітників, що представляють всі три види збройних сил. Об'єднаний центр радіоелектронної розвідки (англ. JSSO) проводить дослідження в області нових комунікаційних систем і технологій з метою забезпечення оперативної підтримки стаціонарних і мобільних комплексів апаратури. Знаходиться на базі ВПС Дігбі в Лінкольнширі, чисельність персоналу — близько 1600 фахівців з усіх трьох видів збройних сил.
Штаб-квартира об'єднаного центру аерокосмічної та геопросторової розвідки (англ. JAGO) знаходиться в Хермітіджі біля Ньюбері в Беркширі і складається з трьох підрозділів:

- персоналу власне штаб-квартири,
- 42-го інженерного полку та
- 1-го Центру аеронавтичної інформації та документації.

Персонал штаб-квартири складається з 12 військових і 12 цивільних співробітників. 42-й інженерний полк (географічний) організовує роботу підрозділів і фахівців. Його підтримку ведуть 3 регулярні Королівські інженерно-географічні підрозділи та територіальні армійські географічні підрозділи. Полк складається з 390 військовослужбовців та 75 цивільних співробітників. 1-й Центр аеронавтичної інформації та документації налічує 108 офіцерів Королівських ВПС, авіаційного картографа і 35 цивільних осіб.
Центр оборонної розвідки і безпеки, розташований в Чіксендсі Бедфордширу, був створений 1 жовтня 1996 р. і являє собою єдиний тренінговий центр міністерства оборони Великої Британії для підготовки та підвищення кваліфікації співробітників розвідки і органів безпеки. Складається зі штаб-квартири та коледжу Оборонної розвідки, на його території розташована також штаб-квартира Розвідувального корпусу британської армії. У 1998—1999 рр. у цьому Центрі працювало 484 співробітники, а його бюджет становив £ 27 мільйонів фунтів стерлінгів.

## Керівники
- Генерал-майор сер Кенет Стронг 1964—1966 рр.
- Головний маршал авіації сер Альфред Ерл 1966—1968 рр.
- Маршал авіації сер Гарольд Магуайр 1968—1972 рр.
- Віцеадмірал сер Луї Ле Бейлі 1972—1975 рр.
- Генерал-лейтенант сер Девід Уілісон 1975—1978 рр.
- Головний маршал авіації сер Джон Ейкен 1978—1981 рр.
- Віцеадмірал сер Рой Холідей 1981—1984 рр.
- Віцеадмірал сер Норман Денінг, 1964—1965 рр.
- Маршал авіації сер Гарольд Магуайр, 1965—1968 рр.
- Генерал-лейтенант сер Річард Файф, 1968—1971 рр.
- Віцеадмірал сер Луї Ле Бейлі, 1971—1972 рр.
- Генерал-лейтенант сер Девід Уілісон, 1972—1975 рр.
- Маршал авіації сер Річард Уейкфорд, 1975—1978 рр.
- Віцеадмірал сер Рой Холідей, 1978—1981 рр.
- Генерал-лейтенант сер Джеймс Гловер, 1981—1983 рр.
- Маршал авіації сер Майкл Армітаж, 1983—1984 рр.
- Маршал авіації сер Майкл Армітаж, 1984—1986 рр.
- Генерал-лейтенант сер Дерек Бурман, 1986—1988 рр.
- Віцеадмірал сер Джон Кер, 1988—1991 рр.
- Маршал авіації сер Джон Вокер, 1991—1994 рр.
- Генерал-лейтенант сер Джон Фолі, 1994—1997 рр.
- Віцеадмірал сер Алан Вест, 1997—2000 рр.
- Маршал авіації сер Джо Френч, 2000—2003 рр.
- Генерал-лейтенант Ендрю Ріджуей, 2003—2006 рр.
- Маршал авіації сер Стюарт Піч, 2006—2009 рр.
- Маршал авіації Крістофер Ніколс, 2009—2012 рр.
- Віцеадмірал сер Алан Річардс 2012—2015 рр.
- Маршал авіації Філіп Осборн[en] 2015—2018 рр.
- Генерал Джеймс Гокенгал з 2018 р.[4]